# Мироненко, Григорий Иванович
Григорий Иванович Мироненко (21.01.1883 - 8.01.1970) — герой Гражданской войны, государственный деятель.

## Биография
Родился в станице Раздольной Екатеринодарской губернии в казачьей семье.
С 1914 по февраль 1918 года — на фронтах Первой мировой войны. Участвовал в боевых действиях в Кавказской армии. 10.1914 - в Сарыкамышском отряде I-го Кавказского АК. 19(01).10(11).1914 - вошел из Каракурта в Турцию по правому берегу реки Аракс. Полк переведен в составе дивизии в экспедиционный корпус в Персию. Последняя должность в Русской армии: командир литерной кавалерийской сотни Черноморского казачьего полка, в/звание —прапорщик.

В феврале 1918 года вступил в Красную Армию. Участник Гражданской войны в Закавказье. Организовал и возглавил сотню красных партизан. С октября 1918 года командир 1-й ударной Советской Шариатской колонны. В декабре 1918 г. участвовал в подавлении контрреволюционного мятежа на Тереке, за что награждён орденом Красного Знамени и именной серебряной шашкой.
В 1921 году избран первым председателем сельского совета в родной станице Раздольная.
Во время Великой Отечественной войны выполнял поручения крайкома партии по организации снабжения армии, принимал участие в формировании добровольческой дивизии.
С 1944 по 1957 год председатель Железноводского горисполкома. В послевоенные годы руководил восстановлением курорта.
Умер 8 января 1970 года в Железноводске. Похоронен в городском сквере у памятника «Вечный огонь».

## Общественное признание
Награждён орденами Ленина и «Знак Почёта», именной серебряной шашкой.
В 1967 году ему присвоено звание почетного гражданина Железноводска. Одна из улиц города названа в его честь.